# چاپادا دوس گویمارس
چاپادا دوس گویمارس (به پرتغالی: Chapada dos Guimarães) یک منطقهٔ مسکونی در برزیل است که در ماتو گروسو واقع شده‌است. چاپادا دوس گویمارس ۱۹٬۴۵۳ نفر جمعیت دارد.